# Sveriges Grand Prix 1975
Sveriges Grand Prix 1975, officiellt Polar Grand Prix of Sweden, var en Formel 1-lopp som kördes 8 juni 1975 på Scandinavian Raceway i Anderstorp i Sverige. Det var det sjunde av fjorton lopp ingåendes i Formel 1-säsongen 1975 och kördes över 80 varv. Detta var det tredje av sammanlagt sex F1-lopp som kom att köras på Anderstorp. 

## Resultat
1. Niki Lauda, Ferrari, 9 poäng
2. Carlos Reutemann, Brabham-Ford, 6
3. Clay Regazzoni, Ferrari, 4
4. Mario Andretti, Parnelli-Ford, 3
5. Mark Donohue, Penske-Ford, 2
6. Tony Brise, Hill-Ford, 1
7. Jody Scheckter, Tyrrell-Ford
8. Emerson Fittipaldi, McLaren-Ford
9. Ronnie Peterson, Lotus-Ford
10. Torsten Palm, Polar Caravans (Hesketh-Ford) (varv 78, bränslebrist)
11. Alan Jones, Harry Stiller Racing (Hesketh-Ford)
12. Patrick Depailler, Tyrrell-Ford
13. Bob Evans, BRM
14. Damien Magee, Williams-Ford
15. Jacky Ickx, Lotus-Ford
16. John Watson, Surtees-Ford
17. Wilson Fittipaldi, Fittipaldi-Ford

### Förare som bröt loppet
- Tom Pryce, Shadow-Ford (varv 53, snurrade av)
- Ian Scheckter, Williams-Ford (49, däck)
- Vern Schuppan, Hill-Ford (47, transmission)
- Carlos Pace, Brabham-Ford (41, snurrade av)
- Jean-Pierre Jarier, Shadow-Ford (38, motor)
- Vittorio Brambilla, March-Ford (36, transmission)
- Jochen Mass, McLaren-Ford (34, överhettning)
- James Hunt, Hesketh-Ford (21, bromsar)
- Lella Lombardi, March-Ford (10, bränslesystem)